# Charles Champigneulle

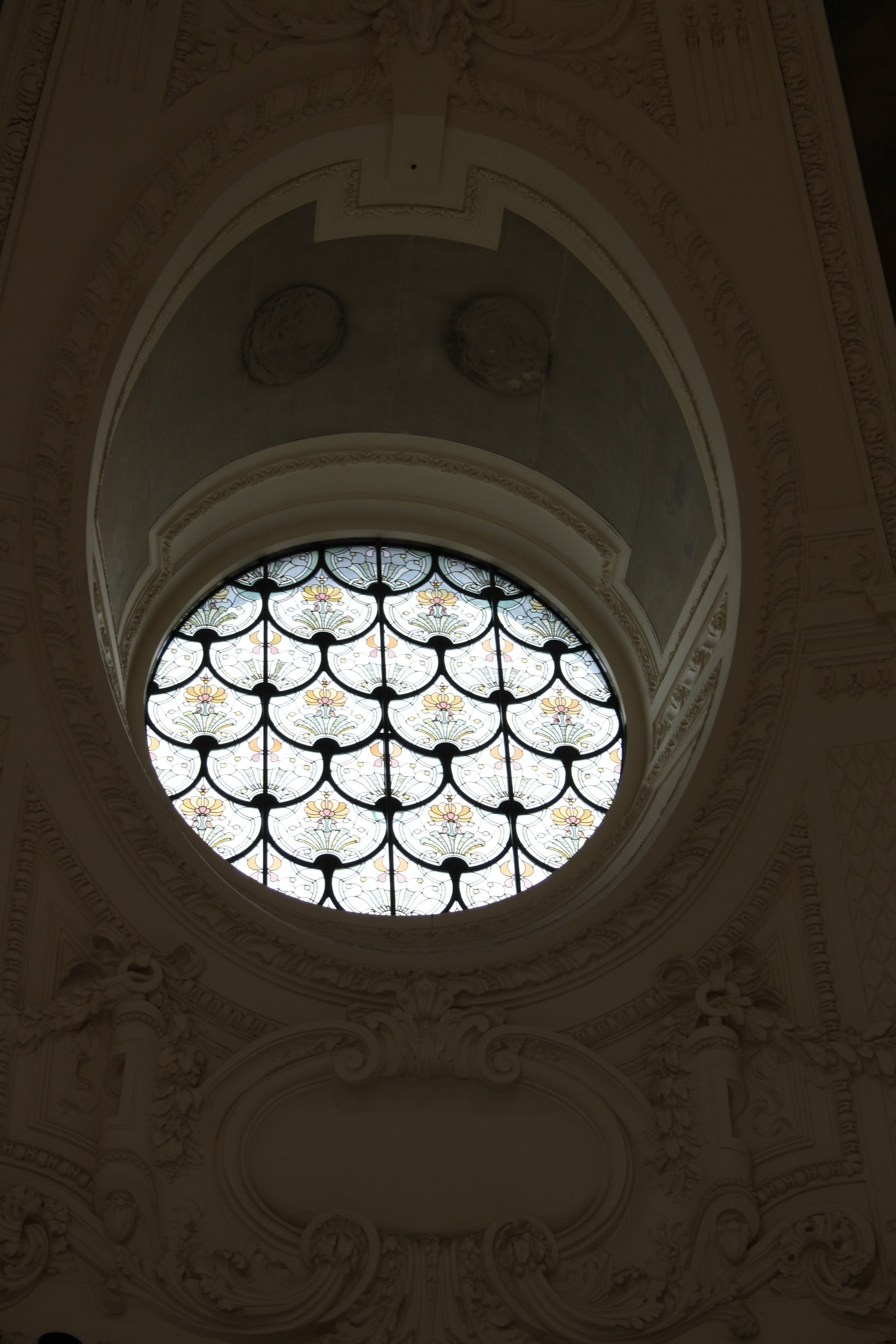
Okulus im Vestibül des Petit Palais in Paris

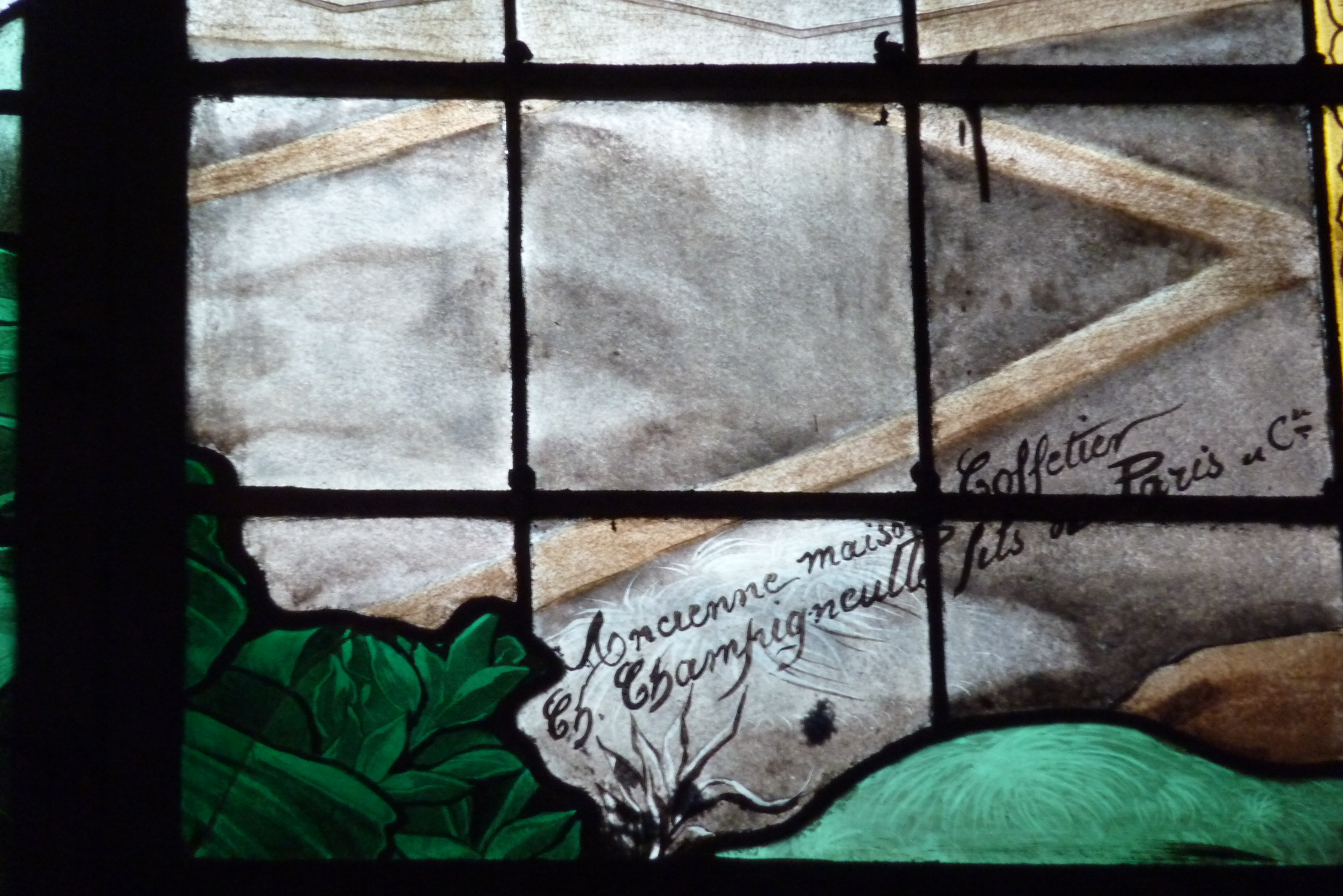
Detail eines Fensters in der Kirche Saint-Louis-en-l'Île in Paris

Louis-Charles-Marie Champigneulle (* 1853 in Metz; † 1905 in Savonnières-devant-Bar; genannt Charles, auch Charles II. genannt, weil sein Großvater ebenfalls so hieß) war ein französischer Glasmaler, der aus der Glasmalerfamilie Champigneulle stammte.

## Leben
Charles Champigneulle arbeitete zunächst mit seinem Bruder Emmanuel Champigneulle in Bar-le-Duc zusammen. Schließlich übernahm Charles 1881 die alteingesessene Glasmalerei Coffetier in Paris. Die von Charles Champigneulle geführte Firma wurde mehrfach auf internationalen Ausstellungen ausgezeichnet und Charles war Jurymitglied bei den Weltausstellungen von 1889 und 1900 in Paris, die Glaswerke auszeichnete.
Auf dem Friedhof Père Lachaise in Paris sind ebenfalls noch heute Bleiglasfenster aus der Werkstatt von Charles Champigneulle zu sehen.
Da Charles Champigneulle bereits 1905 starb, übernahm sein Sohn Charles Marie, Architekt und Glasmaler, die Firma. Charles Marie Champigneulle starb 1908 bei einem Autounfall und hinterließ einen Sohn, Jacques Charles Champigneulle, der damals erst eineinhalb Jahre war. Dieser wurde schließlich auch, gemäß der Familientradition, Glasmaler und stellte die Glasfenster auf dem Nordatlantikliner Normandie her, die nach Entwürfen des Malers Jean Dupas gefertigt wurden.

## Glasfenster (Auswahl)
- Glasfenster in der Kirche Saint-Louis-en-l'Île in Paris
- Zehn Fenster in der Kirche St-Marse in Bais (z. B. Taufe Jesu (Bais, Ille-et-Vilaine))
- 1895: Kirche Notre-Dame, Sablé-sur-Sarthe
- 1889–1906: 21 Fenster in der Kirche St-Pierre in Bouvines
- 1900: Petit Palais (vier Fenster im Dach des Vestibüls)

Kirche Notre-Dame, Sablé-sur-Sarthe (1895)
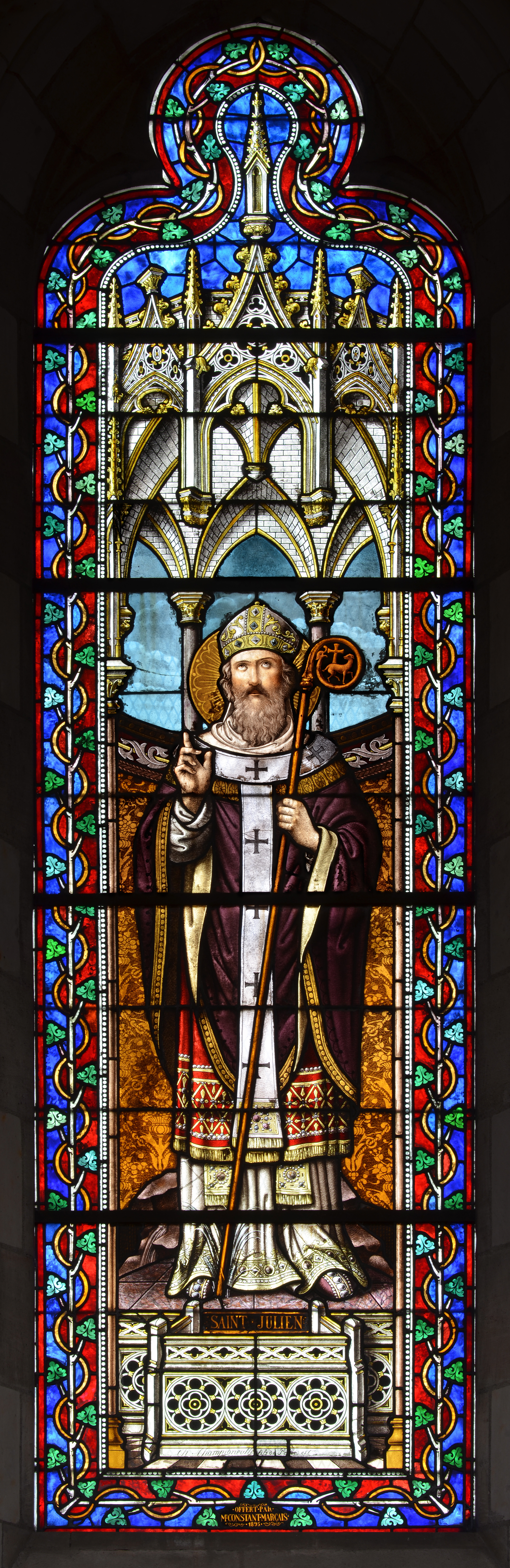
Julianus von Le Mans
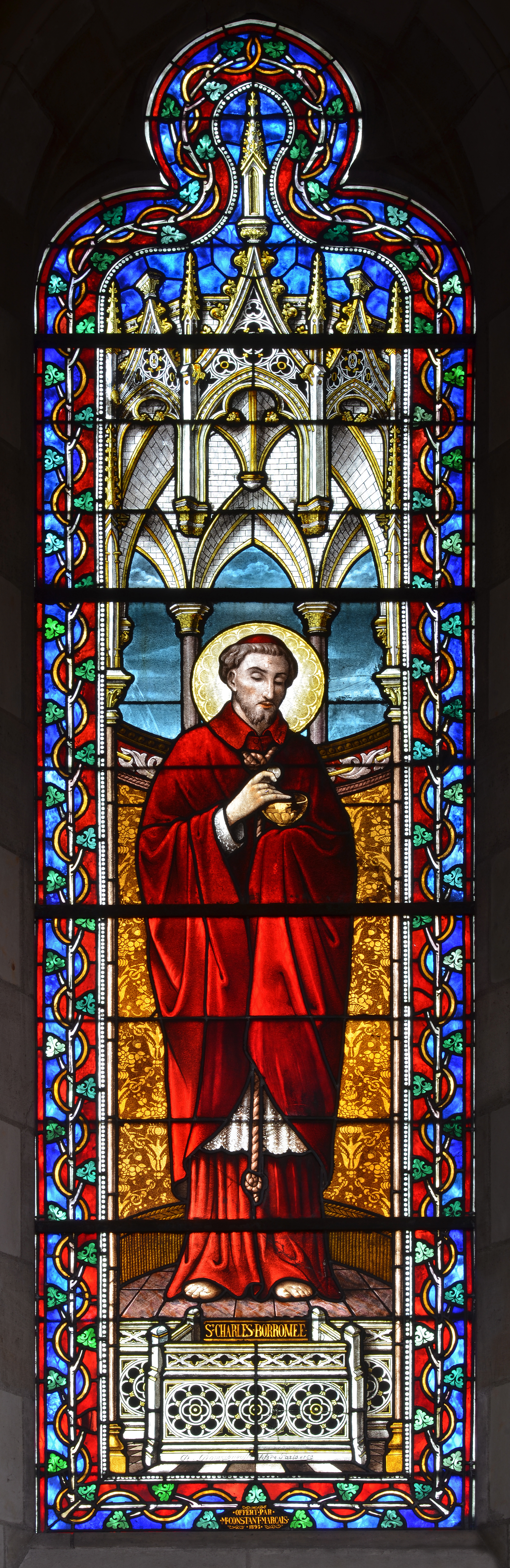
Karl Borromäus
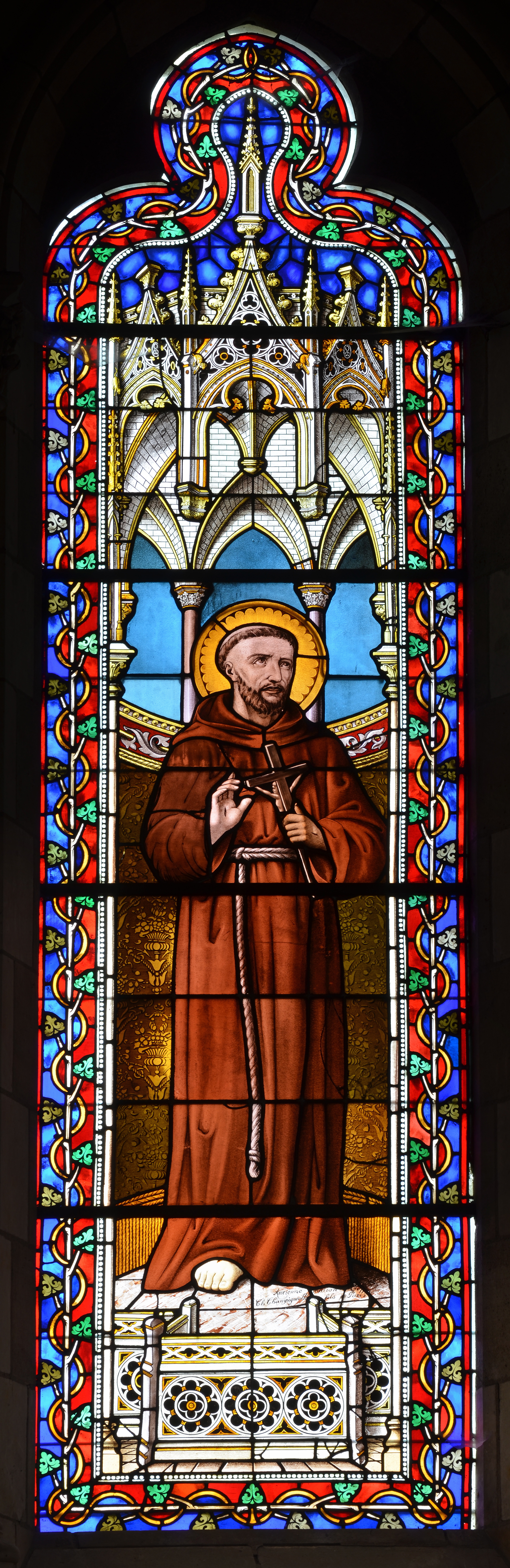
Franz von Assisi
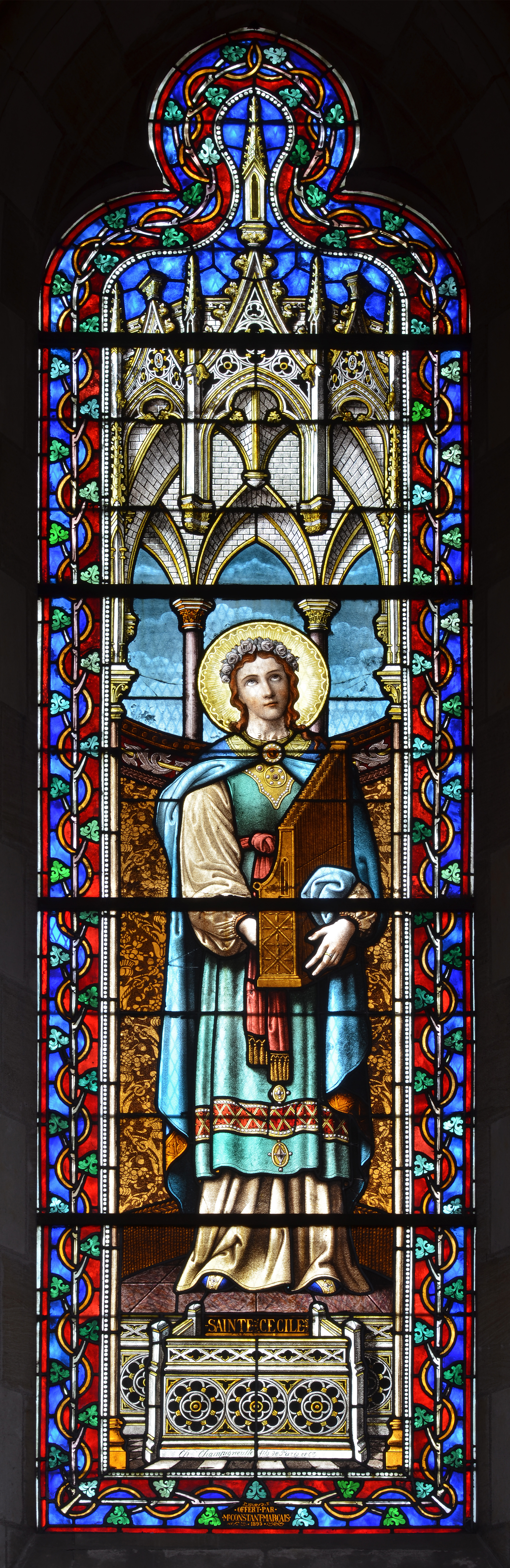
Cäcilia von Rom